# A világ legdrágább fényképei
Minden idők tíz legdrágábban eladott fényképe

## Top 10
| ssz. | a kép                                                                | szerzője         | címe                 | leírása                                                          | készítésének időpontja | vételára (dollár)                            | eladási dátuma, helye                                                                                         |
| ---- | -------------------------------------------------------------------- | ---------------- | -------------------- | ---------------------------------------------------------------- | ---------------------- | -------------------------------------------- | --- |
| 1    | link                                                                 | Man Ray          | Ingres hegedűje      | 19 x 14 3⁄4 in (48.5 x 37.5 cm) méretű zselatinos ezüst kópia.   | 1924                   | 12 412 500                                   | 2022. május 14. The Surrealist World of Rosalind Gersten Jacobs and Melvin Jacobs, Christie's, New York       |
| 2    | link                                                                 | Cindy Sherman    | Untitled film stills | 21 db 8 x 10 in. (20,3 x 25,4 cm) méretű zselatinos ezüst kópia. | 1977-1980              | 6 773 000                                    | 2014. november 12. Post-War & Contemporary Art Evening Sale, Christie's New York, Rockefeller Plaza           |
| 3    | link                                                                 | Andreas Gursky   | Rajna II             | 185.4 × 363,5 cm-es színképzős színes kép plexin                 | 1999                   | 4 338 500                                    | 2011. november 8., New York Christie's Post-War & Contemporary Evening Sale                                   |
| 4    | link                                                                 | Cindy Sherman    | Untitled #96         | 61 × 121,9 cm-es színképzős színes kép                           | 1981                   | 3 890 500                                    | 2011. május 11. New York Christie's Post-War & Contemporary Art Evening Sale                                  |
| 5    | link Archiválva 2015. szeptember 24-i dátummal a Wayback Machine-ben | Cindy Sherman    | Untitled #93         | 61,7 × 123,3 cm-es színképzős színes kép                         | 1981                   | 3 861 000                                    | 2014. május 14. New York Sotheby's Ahead of the Curve: the Sender Collection Contemporary Art Evening auction |
| 6    | link                                                                 | Gilbert & George | To Her Majesty       | 145 × 350 cm-es zselatinos ezüst (több képből áll)               | 1973                   | 3 765 276                                    | 2008. június 30. Christie's Post-War & Contemporary Art Evening Sale London                                   |
| 7    | link                                                                 | Richard Prince   | Untitled (Cowboy)    | 149 × 99 cm-es Ektacolor print                                   | 1998                   | 3 749 000                                    | 2012. május 12. If I Live I'll See You Tuesday: Contemporary art auction                                      |
| 8    | link                                                                 | Jeff Wall        | Dead Troops Talk     | 229,2 × 417,2 cm színes transzparencia (dia) átvilágítódobozon   | 1986                   | 3 666 500                                    | 2012. május 8. New York Christie's Post-War & Contemporary Art Evening Sale                                   |
| 9    | link                                                                 | Richard Prince   | Untitled (Cowboy)    | 254 × 169 cm-es Ektachrome színes kép                            | 2001-2002              | 3 401 000                                    | 2007. november 7. New York Sotheby's Contemporary Art Evening                                                 |
| 10   | link                                                                 | Andreas Gursky   | 99 Cent II Diptichon | 2 db 206 x 341 cm-es Cibachrome színes kép                       | 2001                   | 1 700 000 angol font (akkori áron 3 346 456) | 2007. február 7. London Sotheby's Contemporary Art Evening Sale                                               |

### Régebbi listások
| a kép                                                                | szerző                              | cím                                                       | leírás                                                       | készítésének időpontja | vételára (dollár)                        | eladásának dátuma és helyszíne |
| -------------------------------------------------------------------- | ----------------------------------- | --------------------------------------------------------- | ------------------------------------------------------------ | ---------------------- | ---------------------------------------- | --- |
| link Archiválva 2015. június 6-i dátummal a Wayback Machine-ben      | Richard Prince                      | Untitled (Cowboy)                                         | 121,9 × 195 cm-es Ektachrome színes kép                      | 2000                   | 3 077 000                                | 2014. május 13. New York Sotheby's Ahead of the Curve: the Sender Collection Contemporary Art Evening auction                                            |
| link Archiválva 2021. május 18-i dátummal a Wayback Machine-ben      | Andreas Gursky                      | Los-Angeles                                               | 157,5 × 316,7 cm-es Cibachrome színes kép keretben           | 1998                   | 2 941 755                                | 2008. február 27., London Sotheby's Contemporary Art Evening Sale                                                                                        |
|                                                                      | Edward Steichen                     | A tó – Holdfény                                           | 41 × 50,8 cm-es platinotípia, amin többrétegű guminyomat van | 1904                   | 2 928 000                                | 2006. február 14., New York Sotheby's Important Photographs from The Metropolitan Museum of Art Including Works from the Gilman Paper Company Collection |
| link                                                                 | Cindy Sherman                       | Untitled #96                                              | 61 × 121,9 cm-es színképzős színes kép                       | 1981                   | 2 882 500                                | 2008. május 12. New York Christie's Post-War & Contemporary Art Evening Sale                                                                             |
|                                                                      | Ben Wittick (?)                     | Billy, a Kölyök portréja                                  | 5 × 8 cm-es ferrotípia                                       | 1879 vagy 1880         | 2 300 000                                | 2011. június 25., Denver, Brian Lebel's Old West Show & Auction                                                                                          |
|                                                                      | Dmitrij Medvegyev                   | Тобольский кремль (Tobolszkij Kreml)                      |                                                              | 2009                   | 51 millió rubel (akkori áron: 1 725 526) | 2010. január |
| link Archiválva 2013. június 2-i dátummal a Wayback Machine-ben      | Edward Weston                       | Nude                                                      |                                                              | 1925                   | 1 609 000                                | 2008. április 7. |
| link Archiválva 2015. szeptember 24-i dátummal a Wayback Machine-ben | Moholy-Nagy László                  | Fotogramm                                                 |                                                              | 1925                   | 1 482 500                                | 2012. december 12–13. New York |
| link Archiválva 2015. június 6-i dátummal a Wayback Machine-ben      | Herbert Bayer                       | Magányos városlakó                                        |                                                              | 1932                   | 1 482 500                                | 2012. december 12–13., New York |
| link Archiválva 2013. június 2-i dátummal a Wayback Machine-ben      | Alfred Stieglitz                    | Georgia O'Keeffe (Hands)                                  |                                                              | 1919                   | 1 472 000                                | 2006. február 14. |
| link Archiválva 2013. június 2-i dátummal a Wayback Machine-ben      | Alfred Stieglitz                    | Georgia O'Keeffe Nude                                     |                                                              | 1919                   | 1 360 000                                | 2006. február 14. |
| link                                                                 | Richard Prince                      | Untitled (Cowboy)                                         |                                                              | 1989                   | 1 248 000                                | 2005 |
|                                                                      | Joseph-Philibert Girault de Prangey | 113.Athènes, T[emple] de J[upiter] olympien pris de l'est |                                                              | 1842                   | 922 488                                  | 2003 |
|                                                                      | Gustave Le Gray                     | The Great Wave, Sete                                      |                                                              | 1857                   | 838 000                                  | 1999 |
| link                                                                 | Robert Mapplethorpe                 | Andy Warhol                                               |                                                              | 1987                   | 643 200                                  | 2006 |
| link                                                                 | Ansel Adams                         | Moonrise, Hernandez, New Mexico                           |                                                              | 1948                   | 609 600                                  | 2006 |
| link                                                                 | Andreas Gursky                      | Untitled V                                                |                                                              | 1997                   | 432 750 angol font (akkori áron 559 724) | 2002. február 6. |
|                                                                      | Gustave Le Gray                     | The Beech Tree                                            |                                                              | 1855                   | 513 150                                  | 1999 |
| link                                                                 | Diane Arbus                         | Identical Twins (Cathleen and Colleen) Roselle, N.J.      |                                                              | 1967                   | 478 400                                  | 2004. április 27. |
| link                                                                 | Charles Sheeler                     | Ford Works                                                |                                                              | 1927                   | 447 350                                  | 1999 |
| link                                                                 | August Sander                       | Handlanger, porteur de briques (Brick carrier)            |                                                              | 1927                   | 438 770                                  | 1999. október 27. |
| link                                                                 | Alfred Stieglitz                    | Hands with Thimble                                        |                                                              |                        | 398 500                                  | 1998. május 31. |
|                                                                      | Gustave Le Gray                     | Marine, étude de nuages                                   |                                                              | 1855                   | 36 842                                   | 2000 |